# Push Back
Push Back è un singolo collaborativo del cantante statunitense Ne-Yo, della cantante statunitense Bebe Rexha e della cantante e rapper britannica Stefflon Don. È stato pubblicato il 30 marzo 2018 ed è incluso nel settimo album del cantante Good Man.

## Descrizione
Dopo essere tornato con i singoli Another Love Song e Good Man, il cantautore e produttore Ne-Yo lancia una nuova traccia dal sound  tropical. Push Back è una canzone dancehall reggae suonato in chiave di Re minore a tempo di centosette battiti al minuto. Ne-Yo ha parlato della canzone, affermando: "Io amo una donna che sa come muoversi, amo una donna che ha il suo sé, il suo cuore e la sua mente, è a suo agio con il suo corpo e quando sente la sua canzone preferita, si alzerà e si muoverà, ti mostrerà quanto sia sicura e a suo agio. La canzone parla di queste donne."

## Video musicale
Il videoclip ufficiale, diretto da James Larese, è stato pubblicato il 10 aprile 2018.

## Esibizioni dal vivo
Ne-Yo si è esibito con il brano sul palco del Good Morning America, Elvis Duran Show e Jimmy Kimmel Live!.

## Date di pubblicazione
| Paese       | Date di pubblicazione | Formato                | Etichetta          | Note  |
| ----------- | --------------------- | ---------------------- | ------------------ | ----- |
| Stati Uniti | 17 aprile 2018        | Contemporary hit radio | - Motown - Capitol | [ 8 ] |
| Italia      | 25 maggio 2018        | Contemporary hit radio | Universal          | [ 9 ] |

## Tracce
- Download digitale

1. Push Back – 3:41